# سباق طواف فرنسا 1970
سباق طواف فرنسا 1970 من سلسلة سباقات سباق طواف فرنسا. أقيم هذا السباق في تاريخ 27 يونيو - 19 يوليو، 1970 على 23+Prologue, including five split stages مراحل. بعد مرور 119 ساعة و31 دقيقة و49 ثانية وبعد طي 4366 كم بمتوسط 35.589 كم في الساعة فاز بالميدالية الذهبية إدي ميركس من بلجيكا، فيما حصد يوب زوتيميلك من هولندا الميدالية الفضية، وكانت الميدالية البرونزية من نصيب غوستا بيترسون من السويد.

## الميداليات
| ذهب                | فضة                   | برونز                  |
| إدي ميركس - بلجيكا | يوب زوتيميلك - هولندا | غوستا بيترسون - السويد |